# Hôtel de Praslin
L'hôtel de Praslin ou hôtel de Pomereu est un hôtel particulier situé à Paris en France.

## Localisation
Il est situé au no 48 de la rue de Bourgogne dans le 7e arrondissement de Paris.

## Historique

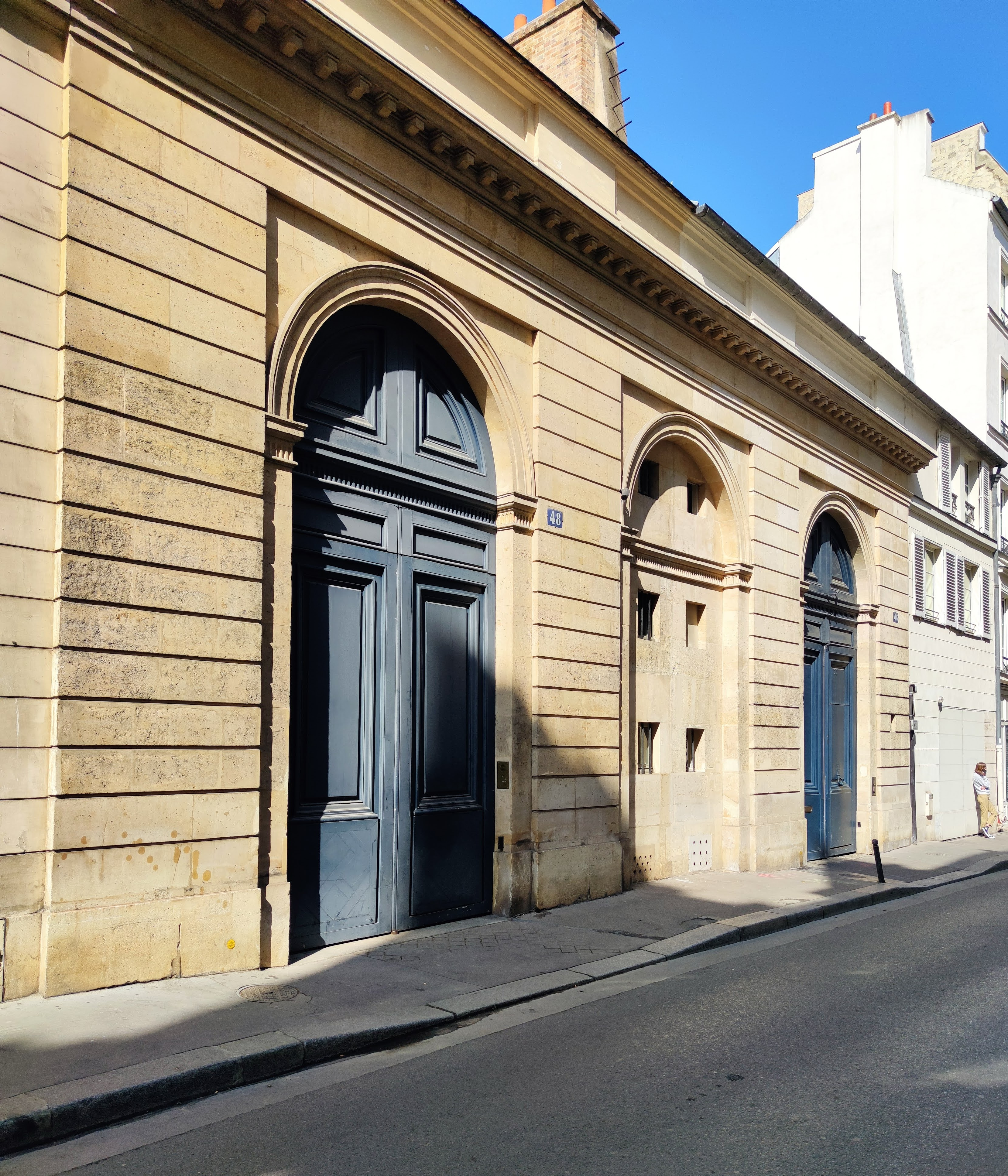
Nos 46-48 rue de Bourgogne.

Cet hotel particulier a été construit en 1775 par l’architecte Guillaume Trepsat pour le compte de l'entrepreneur Jean-Mathias Pasquier. Il est construit en même temps et est le jumeau de son voisin situé au no 46, l'hôtel d'Anlezy.
Il doit son nom à César Gabriel de Choiseul-Praslin, duc de Praslin, son premier propriétaire, qui en a fait l'acquisition pendant sa construction.
En 1895, l'hôtel est occupé par le siège de l’Œuvre pontificale de la propagation de la foi et de l’Œuvre de Marie-Immaculée pour la conversion des femmes païennes. L’hôtel est alors appelé par les affiliés des sociétés de Saint-François de Sales la « maison du Bon Dieu ».
Y vivent ensuite de nombreuses personnalités et institutions, comme le vicomte de Pomereu d'Aligre en 1925.
Le 11 avril 1918, pendant la Première Guerre mondiale, un obus lancé par un canon de l'artillerie allemande (dit Pariser Kanone) atteint le no 48 de la rue de Bourgogne,.
L'hôtel est racheté en 1999 par l'homme d'affaires François Pinault pour la somme de 7 millions d'euros. Il y fait réaliser des travaux de restauration sous le contrôle de l'architecte en chef des monuments historiques Benjamin Mouton. Il fait notamment supprimer une surélévation des années 1900. L'architecte va aussi engager un travail de recherche historique sur les menuiseries, avec rétablissement des couleurs d'origine de celles-ci.

## Description
Cet hôtel est à l'origine construit comme le symétrique, en façade et en plan, de son voisin situé au no 46.
L'hôtel est posé sur un étage de services, on y accède par un escalier que l'on trouve sur le côté. On accède d'abord à une antichambre puis un premier salon qui donne sur cour, et un second qui donne sur la terrasse et le jardin ; pour y accéder, il faut encore descendre quelques marches.

## Parties protégées
Les parties suivantes de l'édifice ont été inscrites monument historique :
- La façade sur jardin et la décoration de l'escalier (inscription par arrêté du 10 mai 1926)[1].